# 잔지바르 도시·서부주

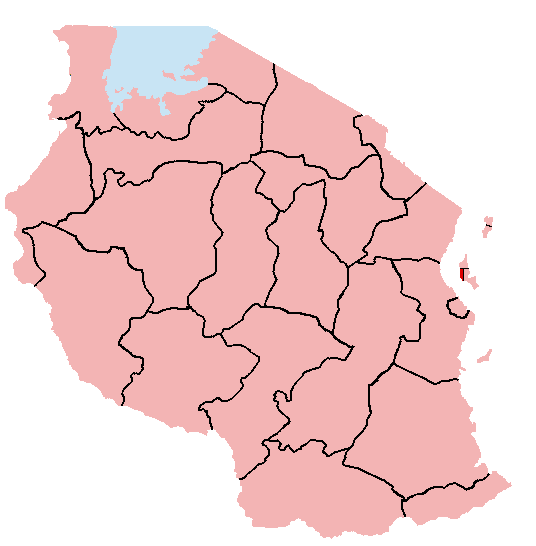
잔지바르 도시·서부주의 위치

잔지바르 도시·서부주(영어: Zanzibar Urban/West, 스와힐리어: Unguja Mjini Magharibi)는 탄자니아 동부 인도양에 있는 웅구자섬(잔지바르섬) 남서부에 위치한 주로, 주도는 잔지바르시티이며 인구는 391,002명(2002년 기준)이다. 북쪽으로는 잔지바르 북부주, 동쪽으로는 잔지바르 중부·남부주와 인접해 있으며 잔지바르 해협을 경계로 프와니주와 인접해 있다.